# Transeurop Eisenbahn AG

Logo Transeurop Eisenbahn AG

Die Transeurop Eisenbahn AG (TEAG) ist ein Eisenbahnunternehmen (EVU) für Güter- und Personenzugleistungen, tätig auf dem Normalspurnetz der Schweiz und im EU-Raum. Das Unternehmen wurde 2001 gegründet und hat die Rechtsform einer Schweizer Aktiengesellschaft. Sitz ist Kirchberg BE, bis März 2010 war die Gesellschaft in Basel domiziliert. Einziges Verwaltungsrats-Mitglied der Gesellschaft ist seit 2008 Karin Fleischhacker, als Handlungsbevollmächtigter ist zudem Sebastian Franz eingetragen. Die Gesellschaft untersteht seit 2010 keiner ordentlichen Revision und verzichtet auf eine eingeschränkte Revision.
In Russland ist die eigenständige Gesellschaft „OES“ tätig, die den zum Unternehmen gehörenden „Nostalgie-Istanbul-Orient-Express“ (NIOE) zwischen Moskau und Ereen (Erlian) mit Anschluss nach Peking betreibt. 22 Wagen sind in Moskau beheimatet, 18 in Mitteleuropa.

## Rollmaterial
Die TEAG betreibt die Dampflokomotiven 01 1102 „Blue Lady“ (Baujahr 1940), die 1996 wieder mit einer Stromlinienverkleidung versehen wurde, 50 3670-2 und die Elektrolok SBB Re 4/4 I 10032 (Baujahr 1946).
Das Rollmaterial setzt sich aus den Beständen des ehemaligen Unternehmen Reisebüro Mittelthurgau und K&K GmbH und Wagen 1. und 2. Klasse der ÖBB und DB zusammen. Die TEAG verfügt über insgesamt 70 Eisenbahnwagen, davon 42 Nostalgie-Waggons.
Der NIOE besteht aus zwei kompletten Luxuszug-Zugeinheiten. Zusammengesetzt sind sie aus Schlaf-, Speise- und Pullmanwagen, die früher durch die CIWL in den ehemaligen Luxuszügen Orient-Express, Edelweiss, Flèche d’Or, Cote d´Azur Express, Train Bleu und Süd-Express eingesetzt wurden. Hinzu kommen Wagen des ehemaligen Rheingold aus den Beständen der Deutschen Reichsbahn und der Deutschen Bundesbahn.